# Liste des stations de radio au Liechtenstein
Cet article présente la liste des stations de radio qui diffusent leurs programmes depuis le  Liechtenstein.
| Fréquence en MHz | Station             | Émetteur                  | Puissance d'émission effective en kW |
| ---------------- | ------------------- | ------------------------- | ------------------------------------ |
| 96,9             | Radio Liechtenstein | Vaduz/Erbi                | 1                                    |
| 87,8             | Radio FM1           | Vaduz/Erbi                | 0,5                                  |
| 100,8            |                     | Vaduz/Erbi                | 0,5                                  |
| 94,1             | RSI Rete Uno        | Vaduz/Erbi                | 0,12                                 |
| 88,2             | Radio SRF 1         | Vaduz/Erbi                | 0,12                                 |
| 91,7             | Radio SRF 2 Kultur  | Vaduz/Erbi                | 0,12                                 |
| 98,6             | Radio SRF 3         | Vaduz/Erbi                | 0,12                                 |
| 92,4             |                     | Steg/Sücka                | 0,05                                 |
| 96,6             | Radio Liechtenstein | Steg/Sücka                | 0,025                                |
| 97,8             |                     | Steg/Sücka                | 0,05                                 |
| 107,4            |                     | Steg/Sücka                | 0,05                                 |
| 100,3            |                     | Steg/Sücka                | 0,05                                 |
| 100,2            | Radio Liechtenstein | Nendeln/Mauerröfe         | 0,05                                 |
| 91,4             |                     | Nendeln/Bürstwald         | 0,02                                 |
| 94,4             |                     | Nendeln/Bürstwald         | 0,02                                 |
| 103,7            |                     | Nendeln/Bürstwald         | 0,1                                  |
| 88,8             |                     | Nendeln/Bürstwald         | 0,02                                 |
| 106,8            |                     | Nendeln/Bürstwald         | 0,02                                 |
| 95               | Radio Liechtenstein | Balzers Maels Alp Almeind | 0,02                                 |
| 88,8             | Radio Liechtenstein | Balzers Maels Alp Almeind | 0,05                                 |